# Bão Athina
Bão Athina, còn được biết đến với tên gọi là bão Christian là cơn bão (dạng xoáy thuận ngoài nhiệt đới) đầu tiên của mùa bão ở châu Âu 2021-22. Bão đã gây ra những đợt mưa rất lớn ở Ý và Hy Lạp khi đổ bộ, gây ra những đợt gió mạnh làm tốc mái nhà cửa, gãy đổ cây cối và mất điện nghiêm trọng tại nhiều vùng mà nới bão đi qua.

## Lịch sử khí tượng
Một vùng áp thấp ngoại nhiệt đới hình thành vào ngày 4 tháng 10 ở phía tây Địa Trung Hải và được Đại học Tự do Berlin đặt tên là Christian. Áp thấp ngoại nhiệt đới dần dần mạnh lên và di chuyển về phía Đông Nam, dọc theo nước Ý. Bão được Cơ quan Khí tượng Quốc gia Hellenic Athina vào ngày 6 tháng 10. Bão dần dần mạnh lên khi đến miền nam nước Ý vào ngày 8 tháng 10 và đổi hướng đi theo phía Đông Bắc, rồi đổ bộ Hy Lạp và suy yếu. Bão tiếp tục đổi hướng di chuyển theo hướng Đông Đông Nam và suy yếu dần. Sang ngày hôm sau, tức là ngày 9 tháng 10, bão tan.

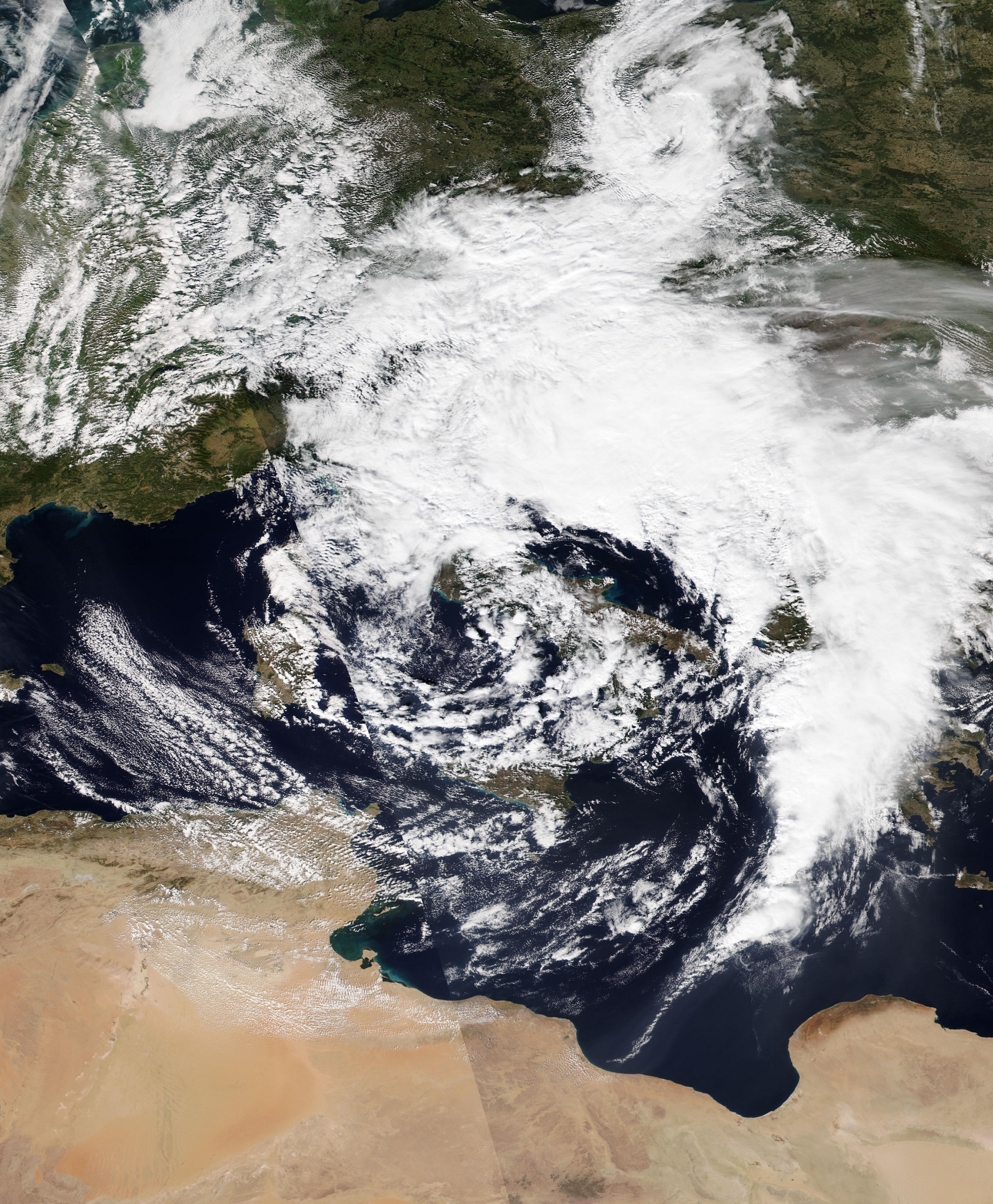
Bão Athina vào ngày 7 tháng 10, 2021.

## Ảnh hưởng

### Hy Lạp
Sau khi Cơ quan Khí tượng Quốc gia Hellenic đặt tên cho cơn bão là Athina, dự báo sẽ có mưa lớn và gió giật mạnh trên khắp đất nước, đặc biệt là ở phía nam và quần đảo Ionia, bắt đầu từ ngày 6 tháng 10. Cơ quan thời tiết đã ban hành cảnh báo thời tiết cho các khu vực có thể bị ảnh hưởng. Corfu và Paxos là những khu vực đầu tiên ở Hy Lạp phải hứng chịu những trận mưa lớn và gió giật rất mạnh của cơn bão. Trước đó đã xảy ra một số trận ngập lụt nhỏ trên đường phố, nhưng không có thiệt hại nào đáng kể được báo cáo về bất kỳ hòn đảo nào trong số hai hòn đảo. Cả Zagora và Pelion đều trải qua lượng mưa khoảng 700 mm (28 in), nhiều hơn gấp đôi lượng mưa đã xảy ra ở Athens. Nhiều chuyến bay đi và đến Hy Lạp cũng đều phải tạm hoãn.
Sau khi bão tan, khoản trợ cấp khẩn cấp trị giá 20 triệu euro đã được công bố để phục hồi phía bắc Evia. Sau thảm họa ở thành phố, những cư dân bị ảnh hưởng nặng nề do ngập lụt cũng đã yêu cầu chính phủ hỗ trợ. Do sự tàn phá lớn của bão Athina, Agia inLarissa cũng được yêu cầu ban bố tình trạng khẩn cấp khu vực này.

### Nước Ý
Lượng mưa lớn từ bão đã gây ra lũ lụt lớn trên khắp Liguria, Rossiglione nhận được lượng mưa 900 mm (35 in) trong khi Savona nhận được 540 mm (21 in), cả hai đều là lưỡng mưa kỷ lục từ trước đến nay. Nó phá vỡ kỷ lục trước đó là 472 mm (18,6 in) vào tháng 11 năm 2011 trong cùng khu vực. Do lượng mưa quá lớn, nước sông tràn bờ gây ra nhiều đợt lũ lụt ở các thành phố và đô thị ven sông. Hậu quả của những tác động này, hoạt động đường sắt và giao thông vận tải bị ảnh hưởng nghiêm trọng. Do đó, các trường học và các địa điểm công cộng khác, đặc biệt là ở Genoa, đều bị đóng cửa để tránh ảnh hưởng của bão gây ra. Bão cũng gây ra nhiều vụ mất điện nghiêm trọng trong nững khu vực này, khiến cuộc sống của rất nhiều người bị đảo lộn. Nhiều chuyến bay cũng bị tạm hoãn khi đi và đến những khu vực này